# Павсаній

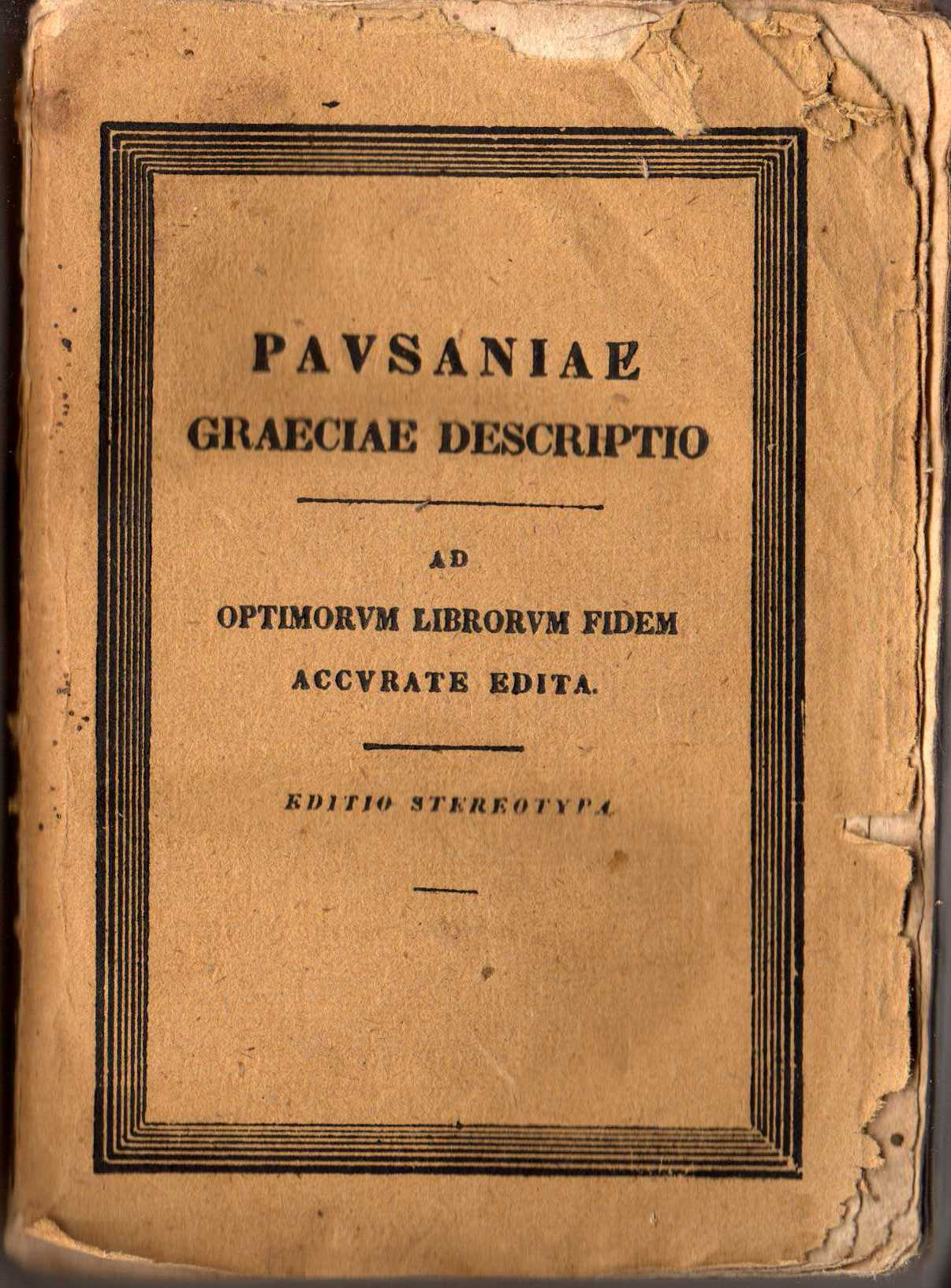
«Опис Еллади» видання 1829

Павса́ній (грец. Παυσανίας) — давньогрецький письменник, мандрівник і географ II століття. Народився, ймовірно, у Лідії, (Мала Азія). Побував в Італії, Сардинії, Корсиці, Аравії і Сирії. 

## «Опис Еллади»
Головною працею Павсанія є «Опис Еллади» (грец. Ἑλλάδος περιήγησις) у 10 книгах, написаний в 170-х. Твір містить цінні дані в першу чергу з історії давнього мистецтва, зокрема, довідкові матеріали про грецьких живописців, скульпторів, архітекторів. Поряд з детальним списком найвидатніших пам'яток архітектури і мистецтва Стародавньої Греції Павсаній подав важливі відомості з грецької історії, міфології, релігії, описав місцеві вірування, обряди і звичаї. Під час написання своєї праці Павсаній користувався не тільки власними спостереженнями, але використовував твори істориків, наприклад, Істра, і географів Полемона Іліонського, Артемідора Ефеського, які до нашого часу не збереглися. У своїх книгах Павсаній згадував про скіфів і сарматів.
Зміст праці
- Книга 1 — Аттика, Мегара.
- Книга 2 — Арголіда, Коринфія.
- Книга 3 — Лаконія.
- Книга 4 — Мессинія.
- Книга 5, 6 — Еліда, Олімпія.
- Книга 7 — Ахея.
- Книга 8 — Аркадія.
- Книга 9 — Беотія.
- Книга 10 — Фокіда, Дельфи.